# 戸畑発電所
戸畑発電所（とばたはつでんしょ）は、かつて福岡県北九州市戸畑区（旧・戸畑市）大字中原に存在した火力発電所である。1937年（昭和12年）から1964年（昭和39年）にかけて運転された。
戦前期に北九州工業地帯における電気供給を担当した九州水力電気・九州電気軌道と八幡製鉄所を経営した日本製鐵の共同火力発電所として、この3社などが出資する西部共同火力発電株式会社（せいぶきょうどうかりょくはつでん）により建設。1939年（昭和14年）に日本発送電へ出資され（運営会社は解散）、その後1951年（昭和26年）から廃止までは九州電力に属した。九州電力時代の出力は13万3000キロワット。

## 沿革

### 西部共同火力発電の設立
戦前期の北九州地域における電気事業者は九州電気軌道（現・西日本鉄道）と九州水力電気の2社であった。先発企業の九州電気軌道が1911年（明治44年）に大門発電所を建設した際に電源周波数を50ヘルツに設定し、後発の九州水力電気もこれにならったため、北九州では長く50ヘルツ給電が行われた。また1930年代に入ると九州電気軌道が九州水力電気の傘下に入り、前者の火力発電、後者の水力発電を併用した「水火併用」の供給体制が実現していた。
北九州地域の電力需要は、1932年（昭和7年）末ごろより景気回復に伴って増加し、将来的に発電力を上回る情勢となった。このことから九州水力電気・九州電気軌道の両社は種々検討し、発電力不足が最も懸念される九州水力電気の手で小倉市内の埋立地に火力発電所を新設する計画をまとめ、1935年（昭和10年）1月に発電所設置の許可を逓信大臣あてに申請した。しかし当時の逓信省は発送電の統制政策を打ち出しており、需給面・経済面から非合理的であるとして電気事業者単独での個別の火力発電所新設を許可していなかった。統制策を唱える逓信省の勧告に従い、電力会社の連合にこの地域最大の需要家である日本製鐵（八幡製鉄所を経営）を加えて共同火力発電所を建設することとなり、1936年（昭和11年）、その経営主体である「西部共同火力発電株式会社」の設立が決定した。
西部共同火力発電設立に参加した電気事業者は、九州水力電気とその傘下の九州電気軌道・九州送電、西九州の60ヘルツ圏における共同火力会社として先に設立されていた九州共同火力発電（九州水力電気・九州送電・九州電力・熊本電気・三井鉱山が出資）の4社で、日本製鐵を加えた5社の均等出資で新会社を立ち上げることとなった。1936年5月6日付で逓信省より電気事業経営の許可を取得したのを受けて5月18日に創立総会が開催され、西部共同火力発電は発足するに至った。資本金は1500万円で、代表取締役社長に九州水力電気の木村平右衛門、同常務に元逓信省郵務局長の久埜茂が就任。本社は九州ではなく東京市麹町区（現・東京都千代田区）に置かれた。

### 発電所建設
西部共同火力発電が火力発電所を建設するにあたって、候補地として小倉市内の九州電気軌道による埋立地と戸畑市（現・北九州市戸畑区）大字中原地先の日本製鐵による埋立地の2か所が挙げられ、比較検討の結果八幡製鉄所に隣接する後者の方が選択された。1936年10月、まず2万5000キロワット発電機2台を新設する第1期工事に着手。次いで1937年（昭和12年）7月より5万キロワット発電機1台を新設する第2期工事も並行して開始した。戦時中で資材不足の折、鋼材は日本製鐵より配給を受け、セメントも安価な製鉄所副生の高炉セメントを活用して費用を節約、機械類も九州水力電気が単独発電所計画に基づいてあらかじめ発注していたものを流用したことから納期・費用ともに想定内であり、工事は円滑に進んだ。結果、予定より半月早い1937年12月16日より戸畑発電所は発電を開始した。
発電開始時点では第1期工事が終了したのみであるため認可出力は2万5000キロワット（他に予備2万5000キロワット）であり、16日より九州水力電気へ1万5000キロワットの供給を開始し、25日より八幡製鉄所への1万キロワットの供給も開始した。その後第2期工事の竣工を待たずに供給増加の必要に迫られたことから、予備出力を常時出力に編入して認可出力を5万キロワットへ引き上げ、1938年（昭和13年）10月より八幡製鉄所へ、11月より九州水力電気へそれぞれ1万キロワットの追加供給を開始し、11月21日より九州電気軌道への5000キロワットの新規供給を始めた。同年12月になって第2期工事が竣工している。

### 帰属の変更と増設
1938年4月、特殊会社日本発送電を通じた政府による発送電の管理を規定した「電力管理法」が公布され、続く同法施行令で出力1万キロワット超の火力発電設備は日本発送電に帰属するものと定められた。これに従い同年8月、西部共同火力発電は戸畑発電所を日本発送電設立の際に同社へ出資するよう逓信大臣より命ぜられた。出資設備の評価額は784万8341円50銭で、出資の対価として日本発送電の額面50円払込済み株式15万6966株（払込総額784万8300円・出資対象33事業者中14位）が交付されている。翌1939年（昭和14年）4月1日、日本発送電は設立され戸畑発電所を継承。全設備を同社へ出資した西部共同火力発電は同時に解散した。
日本発送電への引継ぎ時点における戸畑発電所の認可出力は5万3000キロワットで、さらに4号機（5万キロワット発電機）を増設するという第3期工事が進展中であった。4号機はその後1940年（昭和15年）11月に竣工し、発電所認可出力は10万6000キロワットとなった。1942年（昭和17年）11月にはボイラーが1缶追加され、認可出力は13万3000キロワットへとさらに引き上げられている。
太平洋戦争後、燃料炭の炭質低下によって発電可能な出力が10万キロワットに低下したことから、当時の深刻な電力不足も鑑みて早急に発電力を増強すべくボイラーを2台増設することとなった。この計画により1950年（昭和25年）1月に7号ボイラー、同年4月に8号ボイラーが竣工している。翌1951年（昭和26年）5月1日、電気事業再編成による日本発送電解体に伴い戸畑発電所は許可出力13万3000キロワットのまま九州電力へと継承された。

### 周波数転換工事と廃止
戸畑発電所による発生電力の周波数は50ヘルツであった。前述の通り九州では他にも50ヘルツの発電所があり、九州の電力圏の過半を占める60ヘルツ圏の中に50ヘルツ圏が混在する状態が戦前から長く続いていた。周波数をどちらかに統一する動きはあったものの資金・資材や電力需給の面から容易ではなく、実行には至っていなかった。こうした中、戦後の電力需要増加で50ヘルツ圏の需給が逼迫したのを機に周波数統一が具体化し、研究の結果、北九州の戸畑・小倉両発電所の改造を需要家側の60ヘルツ転換と並行して実施することとなった。戸畑発電所では1・2号発電機が改造対象に選ばれ、1950年4月に2号機、同年12月に1号機の60ヘルツ化工事が完了した。残る3・4号機の改修工事は他に火力発電所が新設されたことから中止され、そのまま1960年（昭和35年）12月8日付で廃止された。
1960年代に入ると、九州電力では火力発電主体の電源開発計画を立案して新型の大容量発電所を相次いで建設した。北九州では1961年（昭和36年）10月に出力15万6000キロワット（翌年から31万2000キロワット）の新小倉発電所が運転を開始している。その一方で旧式発電所は相次いで廃止されており、戸畑発電所についても残存設備（出力5万4000キロワット）が1964年（昭和39年）8月31日付で廃止された。

## 設備構成
1953年（昭和28年）3月末時点の発電所設備は以下の通り。

### ボイラー
- 1 - 6号ボイラー
  - 形式 ： 三胴竪型水管ボイラー
  - 汽圧 ： 43 kg/cm2
  - 汽温 ： 445 °C
  - 蒸発量 ： 144 t/h
  - 伝熱面積 ： 1,700 m2
  - 燃焼方式 ： 微粉炭焚き
  - 製造者 ： 三菱重工業長崎造船所
  - 製造年 ： 1937年（1 - 3号）、1938年（4号）、1939年（5号）、1942年（6号）
- 7・8号ボイラー
  - 形式 ： 三胴竪型水管ボイラー
  - 汽圧 ： 45 kg/cm2
  - 汽温 ： 445 °C
  - 蒸発量 ： 135 t/h
  - 伝熱面積 ： 1,620 m2
  - 燃焼方式 ： 微粉炭焚き
  - 製造者 ： 三菱重工業長崎造船所
  - 製造年 ： 1950年

### タービン発電機
- 1・2号タービン発電機
  - タービン形式 ： ツェリー式タービン
  - タービン段数 ： 4段
  - タービン容量 ： 27,000 kW
  - 発電機容量 ： 27,800 kVA
  - 発電機力率 : 90 %
  - 発電機電圧 ： 11,000 V
  - 発電機回転数 ： 3,600 rpm
  - 発電機周波数 ：60 Hz
  - 製造者 ： 石川島造船所（タービン）および芝浦製作所（発電機）
  - 製造年 ： 1936年11月（1号発電機）・1937年3月（2号発電機）・同年4月（1号タービン）・同年8月（2号たービン）
- 3号タービン発電機
  - タービン形式 ： ツェリー式タービン
  - タービン段数 ： 4段
  - タービン容量 ： 53,000 kW
  - 発電機容量 ： 62,500 kVA
  - 発電機力率 : 80 %
  - 発電機電圧 ： 11,000 V
  - 発電機回転数 ： 3,000 rpm
  - 発電機周波数 ：50 Hz
  - 製造者 ： 三菱重工業長崎造船所（タービン）・三菱電機（発電機）
  - 製造年 ： 1938年5月
- 4号タービン発電機
  - タービン形式 ： ツェリー式タービン
  - タービン段数 ： 4段
  - タービン容量 ： 53,000 kW
  - 発電機容量 ： 62,500 kVA
  - 発電機力率 : 80 %
  - 発電機電圧 ： 11,000 V
  - 発電機回転数 ： 3,000 rpm
  - 発電機周波数 ：50 Hz
  - 製造者 ： 石川島造船所（タービン）・芝浦製作所（発電機）
  - 製造年 ： 1940年3月（タービン）・同年4月（発電機）